# Lorraine (Kansas)
Pour les articles homonymes, voir Lorraine (homonymie).
Lorraine est une ville américaine située dans le comté d'Ellsworth, au Kansas. Selon le recensement de 2020, sa population est de 137 habitants.